# Cantabrisch Gebergte
Het Cantabrisch Gebergte (Spaans: Cordillera Cantábrica) is een gebergte van ongeveer 300 km lang in het noordwesten van Spanje. Het strekt zich uit van het oosten van Galicië tot het westen van de Pyreneeën (en deels door Baskenland). Het gebied is bekend vanwege de goede wandel- en klimmogelijkheden. Er zijn ook plaatsen waar men 's winters kan skiën: Alto Campoo, Valgrande-Pajares en Manzaneda.
Het gebergte wordt gekenmerkt door loofbossen (beuk); de Cantabrische bruine beer en het auerhoen komen er voor. In het gebergte liggen verschillende natuurgebieden waaronder Natuurpark Redes, Natuurpark Somiedo,  Natuurpark Ponga, Natuurpark Las Ubiñas-La Mesa, Natuurpark Fuentes del Narcea, Degaña e Ibias, Nationaal park Picos de Europa, Natuurpark Saja-Besaya, Natuurpark Babia y Luna, Natuurpark Montaña Palentina.
De hoogste berg in het Cantabrisch gebergte is de Torre de Cerredo, 2648 meter hoog, gelegen in de Picos de Europa, op de grens van Asturië, Cantabrië en León.
Het Cantabrisch Gebergte zorgt voor een sterk contrast tussen het groene Atlantische Spanje in het noorden en de droge Spaanse Hoogvlakte. De noordhellingen van het gebergte ontvangen veel stuwingsregen vanuit de Golf van Biskaje en de zuidhellingen liggen in de regenschaduw.